# 8635-ös mellékút (Magyarország)
A 8635-ös számú mellékút egy 5,5 kilométer hosszú, négy számjegyű országos közút Vas vármegye területén; Acsád községet köti össze a 86-os főút váti szakaszával.

## Nyomvonala
A 86-os főútból ágazik ki, annak majdnem pontosan a 94. kilométerénél, Vát belterületének nyugati szélén. Északnyugat felé indul, de hamar északabbi irányt vesz, 1,5 kilométer után pedig átlép Vasszilvágy területére. 2,2 kilométer után éri el e község házait, előbb Alsószilvágy, majd Felsőszilvágy településrészen húzódik végig, Rákóczi utca néven, azok főutcájaként. 3,6 kilométer után lép ki a faluból, 4,2 kilométer megtételét követően pedig már Acsád határai közt folytatódik. Kevéssel ezután keresztezi a Sopron–Szombathely-vasútvonal vágányait, amik után kiágazik belőle délnyugat felé a 86 324-es számú mellékút, Acsád vasútállomás kiszolgálására. Utolsó mintegy 300 méterét a község belterületének délnyugati peremén húzódva teljesíti, így is ér véget, beletorkollva a 8638-as útba, annak a 8+650-es kilométerszelvénye közelében.
Teljes hossza, az országos közutak térképes nyilvántartását szolgáló kira.gov.hu adatbázisa szerint 5,502 kilométer.

## Települések az út mentén
- Vát
- Vasszilvágy
- Acsád

## Képgaléria

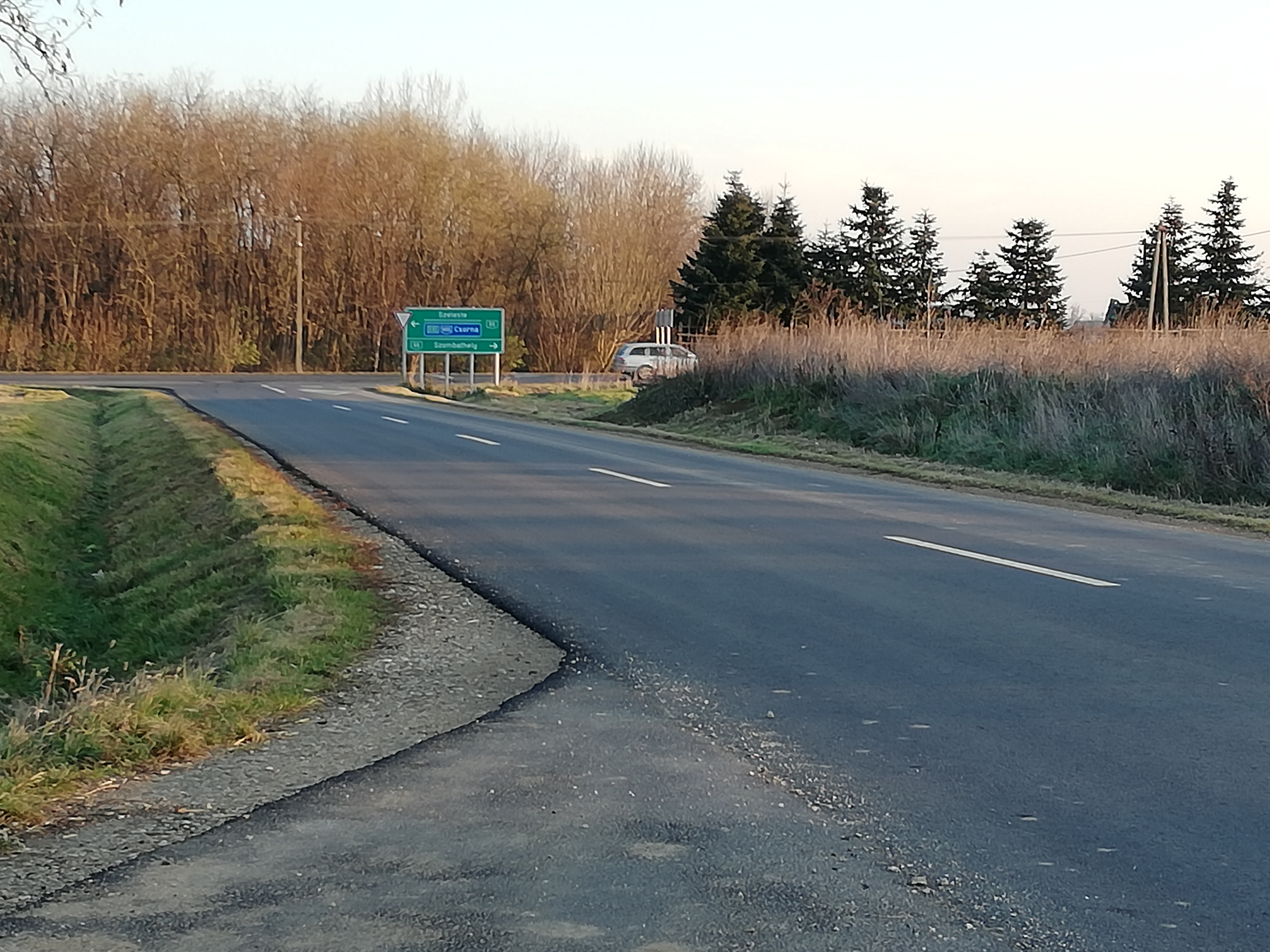
Kiágazása a 86-os főútból Vát külterületén
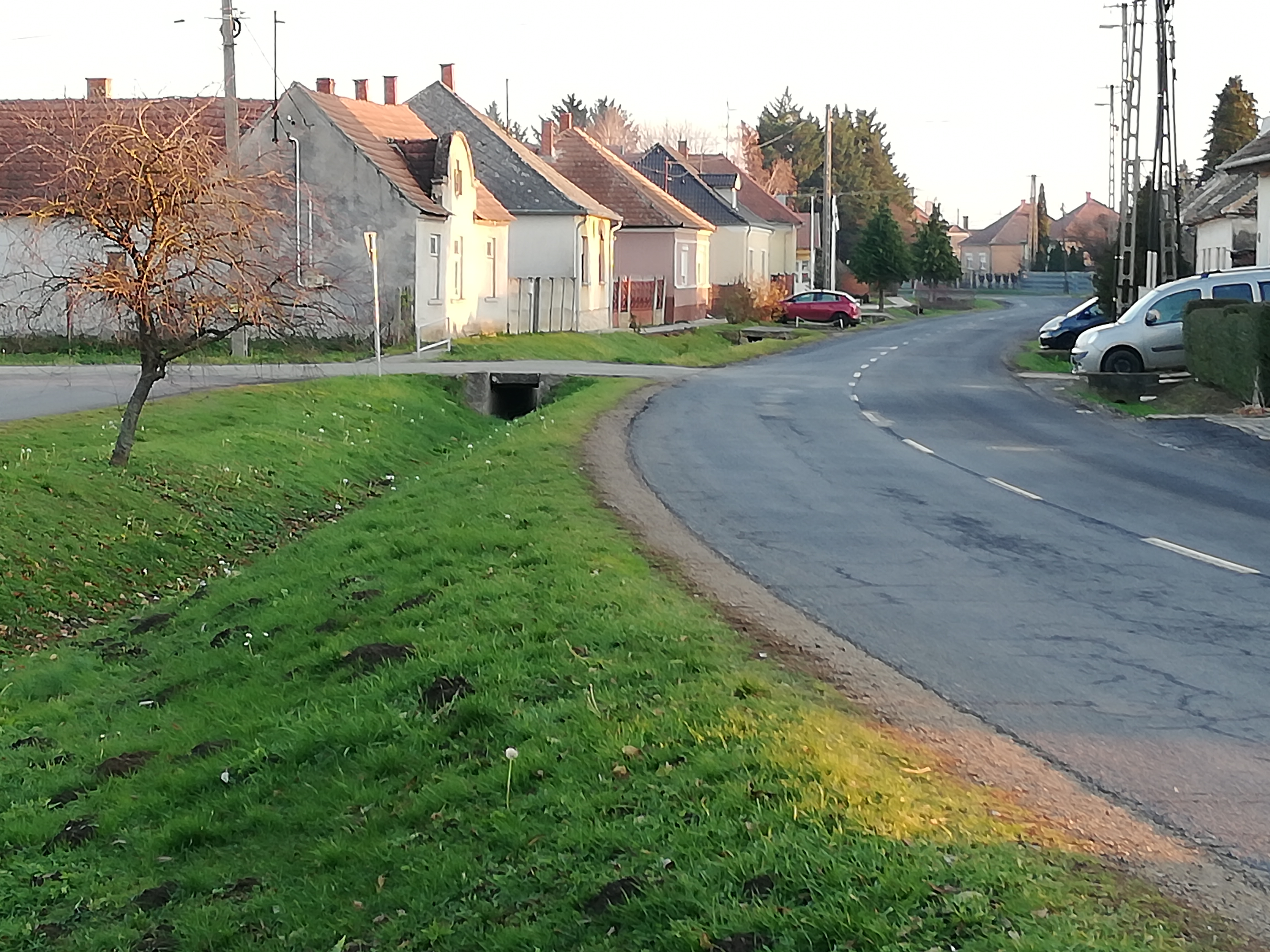
Vasszilvágy központjában, kelet felé nézve
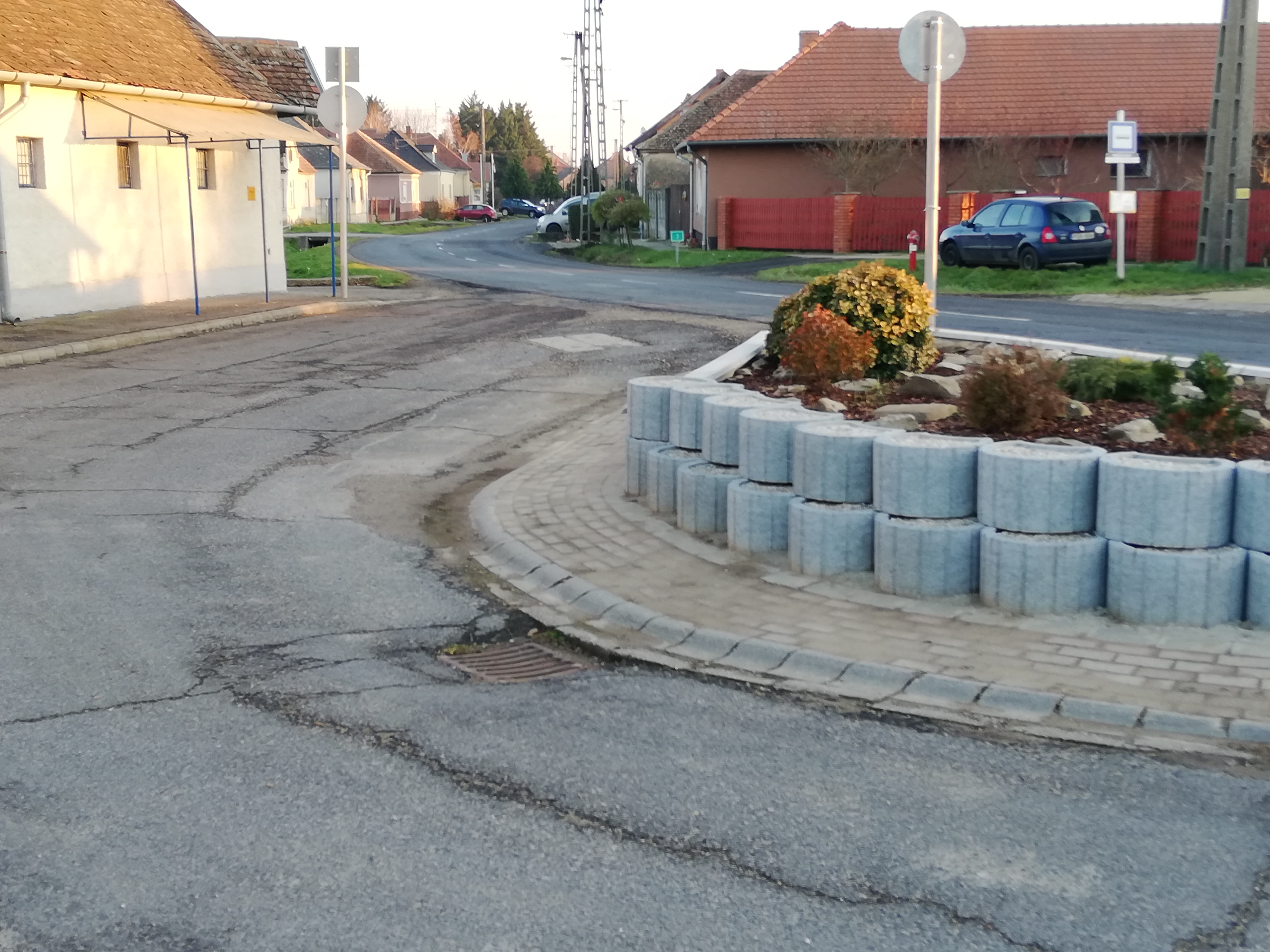
Az út a vasszilvágyi buszfordulónál
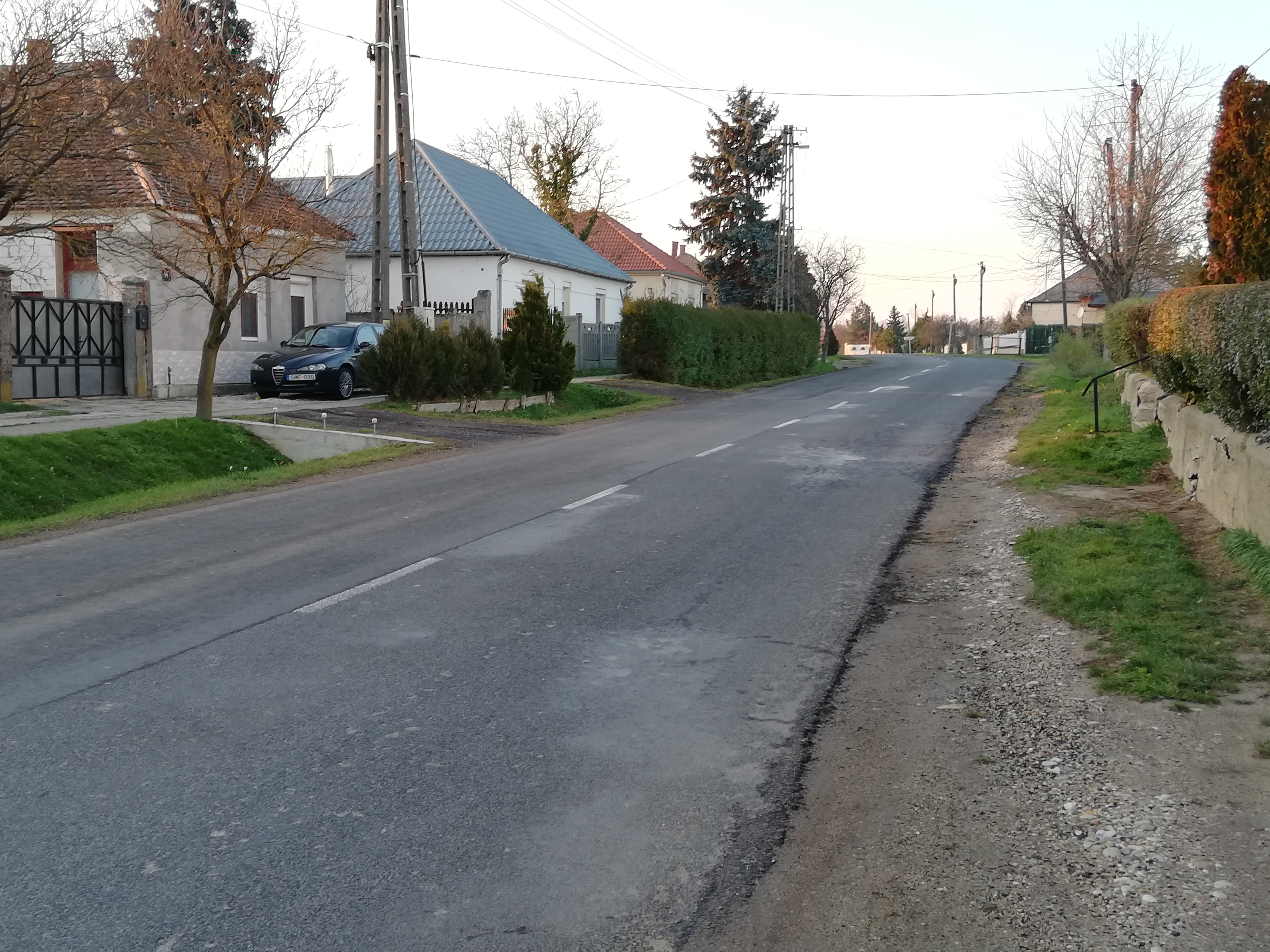
Vasszilvágy nyugati szélén, Acsád felé nézve
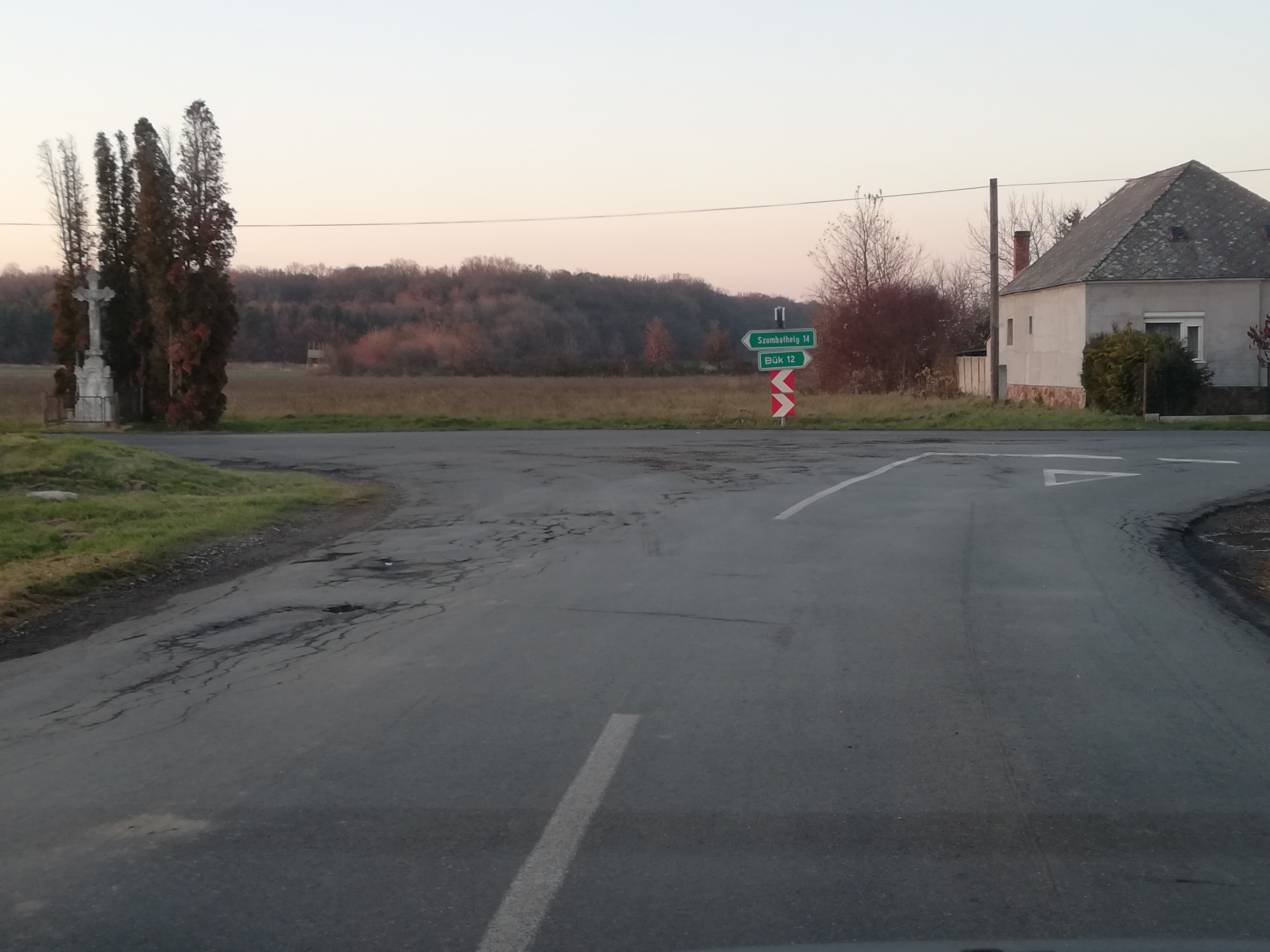
Északnyugati végpontja, a 8638-as útba való betorkollása Acsád déli szélén